# Евбея (мифология)
Евбея (др.-греч. Εὔβοια) — персонаж древнегреческой мифологии. 
Наяда, дочь Асопа и Метопы. Посейдон похитил её. По некоторым авторам, мать куретов и корибантов.
Возлюбленная Посейдона, превращённая им в остров. Героиня, от которой назван остров Евбея.